# ديفيد جيل (سياسي)
ديفيد جيل (بالألمانية: David Gill) هو محامي ومحامي وسياسي ألماني، ولد في 2 مارس 1966 في شونهبك في ألمانيا. حزبياً، نشط في الحزب الديمقراطي الاجتماعي الألماني.

## روابط خارجية
- دايفيد جيل على موقع مونزينجر (الألمانية)